# Pancerniki projektu 23
Pancerniki projektu 23 – typ radzieckich pancerników, które miały wchodzić do służby od 1942 roku. Rozpoczęto budowę 4 okrętów, jednak żadnej jednostki nie ukończono. Typ ten znany jest także pod nazwą Sowietskij Sojuz.

## Historia
W związku z napiętą sytuacją międzynarodową w połowie lat 30. w ZSRR pojawił się program wzmocnienia floty m.in. przez budowę nowych dużych okrętów nawodnych. Prace nad projektem nowych pancerników, które otrzymały oznaczenie projekt 23, rozpoczęły się w maju 1936 roku. Brak doświadczenia w budowie nowoczesnych pancerników sprawił, iż nawiązano współpracę z zagranicznymi stoczniami. W lipcu 1936 roku włoska stocznia Ansaldo z Genui przekazała stronie radzieckiej projekt "U.P.41", który stanowił rozwinięcie projektu pancerników typu Vittorio Veneto. Współpraca z Włochami przy budowie pancerników 23 została wstrzymana po wybuchu wojny domowej w Hiszpanii. Od 1936 roku ZSRR prowadził intensywne rozmowy ze Stanami Zjednoczonymi w sprawie zakupu dokumentacji pancerników i dział artylerii głównej 406 mm. Prowadzono także rozmowy na temat budowy pancerników dla ZSRR w amerykańskich stoczniach, ostatecznie jednak wszelka współpraca została zerwana po wybuchu wojny zimowej w 1939 roku. Prace nad pancernikami były częścią "wielkiego programu budownictwa okrętowego od 1938", który przewidywał zbudowanie do 1946 roku m.in. 15 nowych pancerników, 35 ciężkich i 20 lekkich krążowników oraz 145 liderów i niszcycieli (późniejsza korekta zmieniła te liczby na 6 pancerników, 21 lekkich krążowników, 98 liderów i niszczycieli).
Stępkę pod pierwszy prototypowy okręt projektu 23, który otrzymał nazwę "Sowietskij Sojuz", położono 15 lipca 1938 w Stoczni Bałtyckiej im. Sergo Ordżonikidze w Leningradzie. Prace nad 4 okrętami typu postępowały powoli z powodu braku specjalistów od budownictwa okrętowego, którzy padli ofiarą czystek stalinowskich, a także niskiego priorytetu całego programu. W 1940 roku priorytetem programu rozbudowy radzieckiej floty były okręty podwodne, dlatego też wstrzymano budowę pancerników i ciężkich krążowników, a jedyną jednostką na której kontynuowano prace był "Sowietskij Sojuz". Budowę jednostki ostatecznie wstrzymano 19 lipca 1941 roku. Z budowanych pancerników najbardziej zaawansowana była "Sowietskaja Ukraina", która w chwili przerwania prac była gotowa do wodowania w 75%. Po zajęciu stoczni przez Niemców prace na okręcie były kontynuowane w ograniczonym zakresie, a w 1944 roku przed wycofaniem się wojsk niemieckich kadłub wysadzono w powietrze. Budowy pozostałych pancerników w czasie wojny nie wznowiono i rozpoczęto ich złomowanie, które zakończyło się w 1949 roku.

## Budowane okręty
- Sowietskij Sojuz – rozpoczęcie budowy: 15 lipca 1938
- Sowietskaja Ukraina – rozpoczęcie budowy: początek 1939
- Sowietskaja Rossija – rozpoczęcie budowy: grudzień 1939
- Sowietskaja Biełorusija – rozpoczęcie budowy: grudzień 1939